# 木洞运动场
木洞运动场（韩语：／?）是一座位于韩国首尔阳川区木洞的综合性体育场馆群，包括一座多功能体育场、一座棒球场和一座冰场。

## 场馆

### 木洞运动场

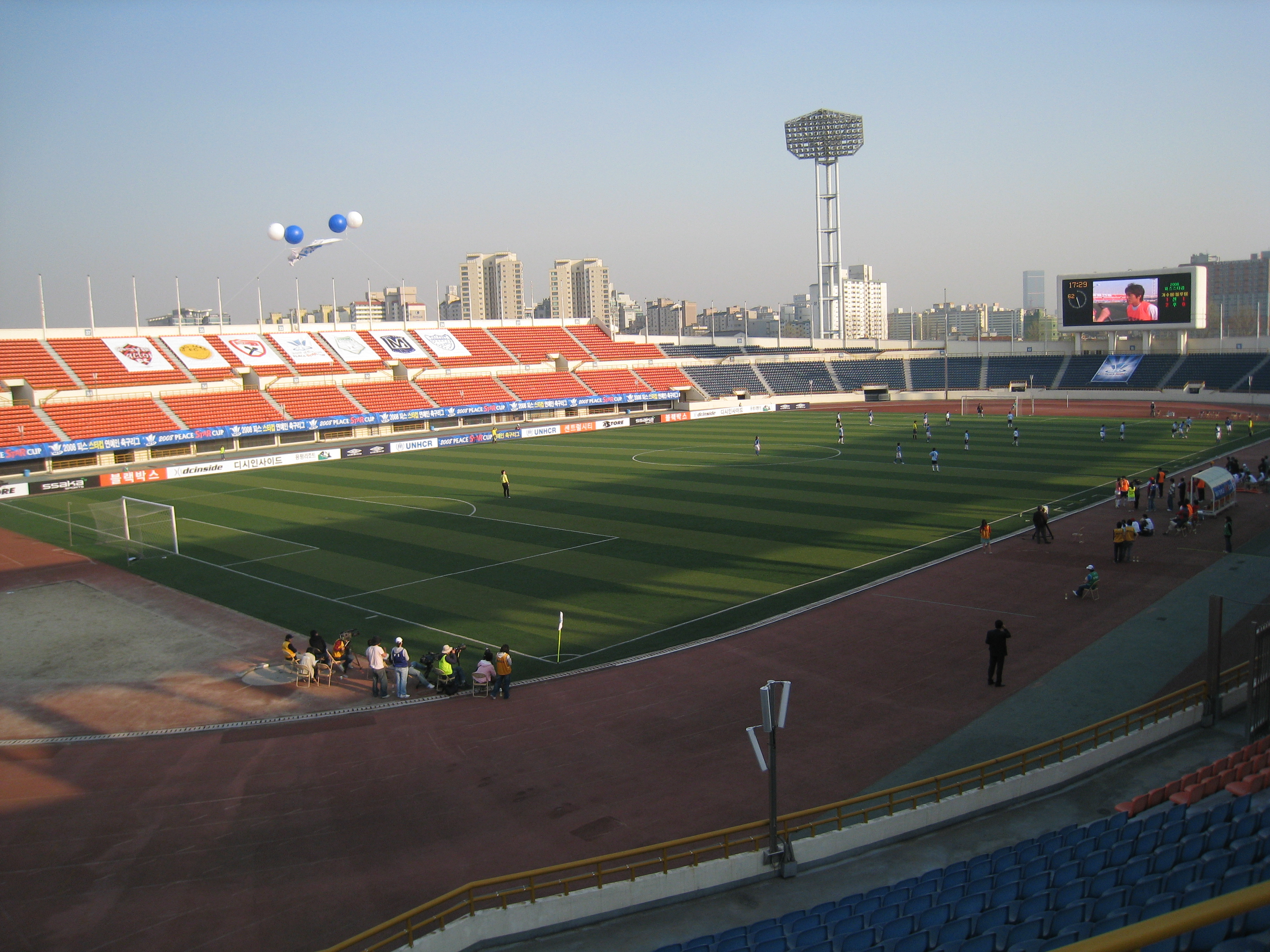
木洞运动场

木洞运动场是一座多功能体育场，主要用于举办足球和田径赛事。球场于1989年启用，可容纳25,000名观众（共有15,511个座位）。
目前，木洞运动场是K2联赛球队首尔衣恋的主场。

### 木洞棒球场

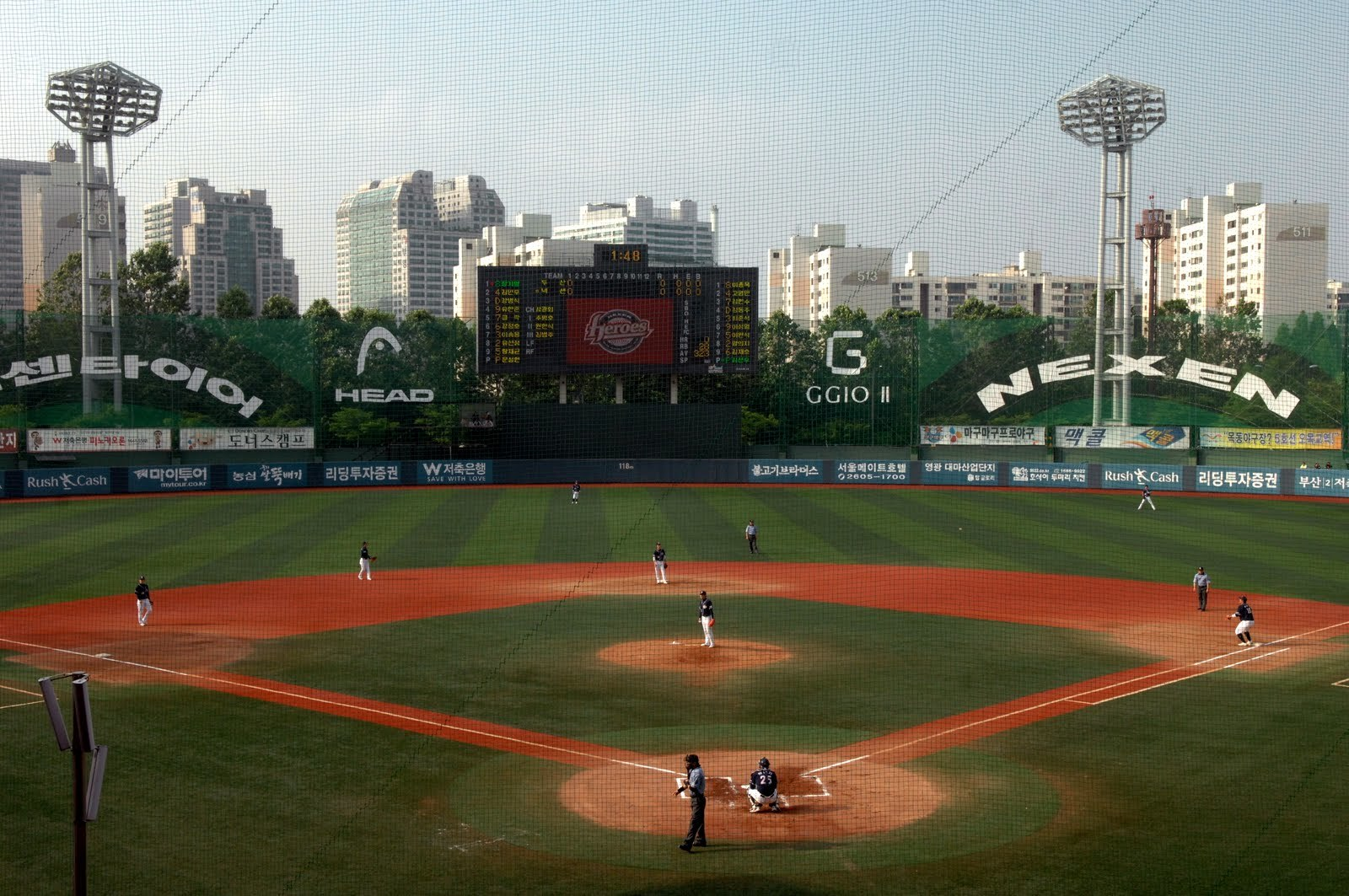
木洞棒球场

木洞棒球场于1989年启用，但直至2008年才被用于专业的棒球赛事。木洞棒球场曾经是韓國職棒我們英雄队的主场，该球场还承办了2014年亚洲运动会、2009年亚洲青年棒球锦标赛、2012年U18以下棒球世锦赛等赛事。

### 木洞冰场

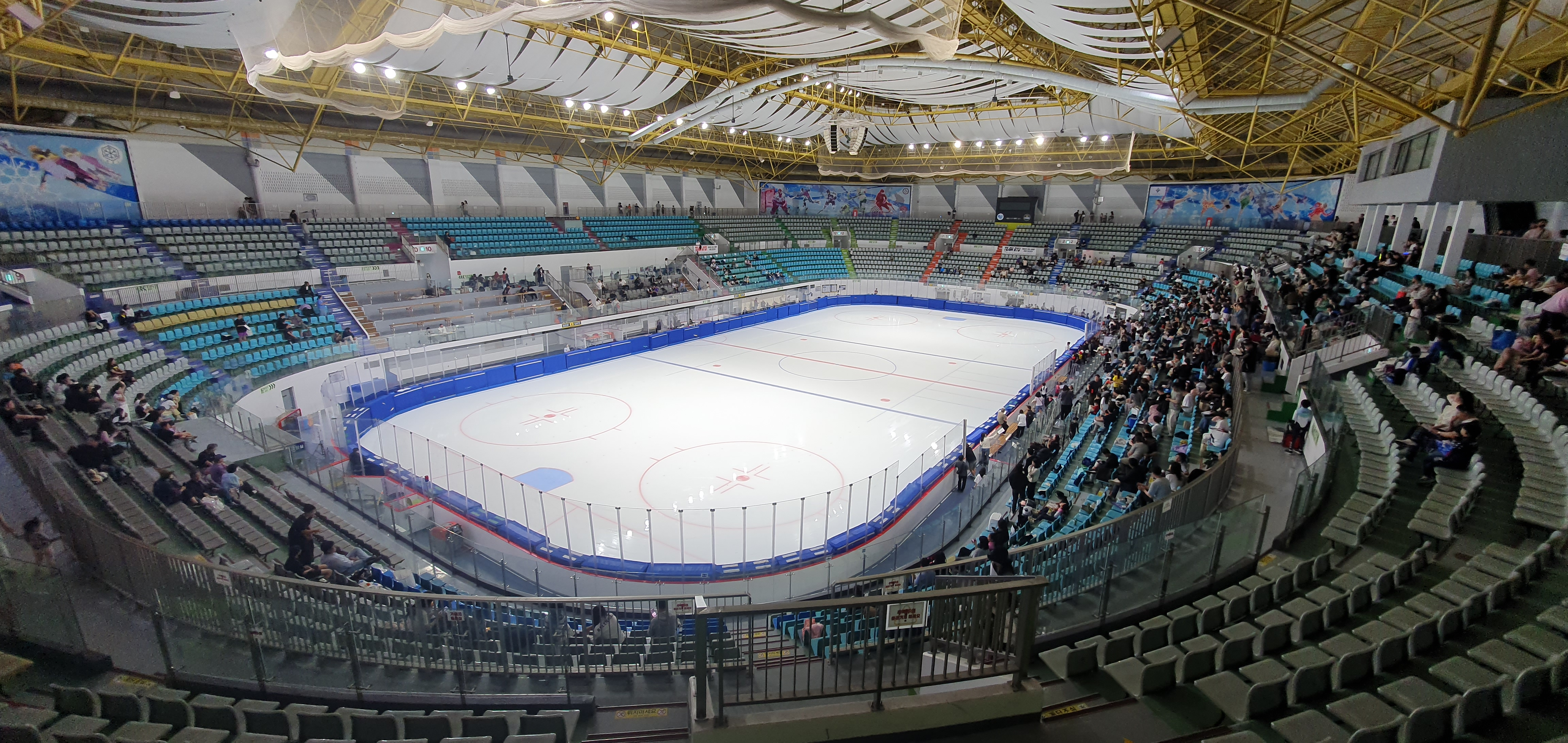
木洞冰场

木洞冰场曾是亚洲冰球联赛球队大明尚武和大明虎鲸队的主场，并承办了包括2023年世界短道速滑锦标赛在内的一系列国际性重要赛事。木洞冰场还曾作为电视剧《巴黎恋人》的取景地。